# Монограмма

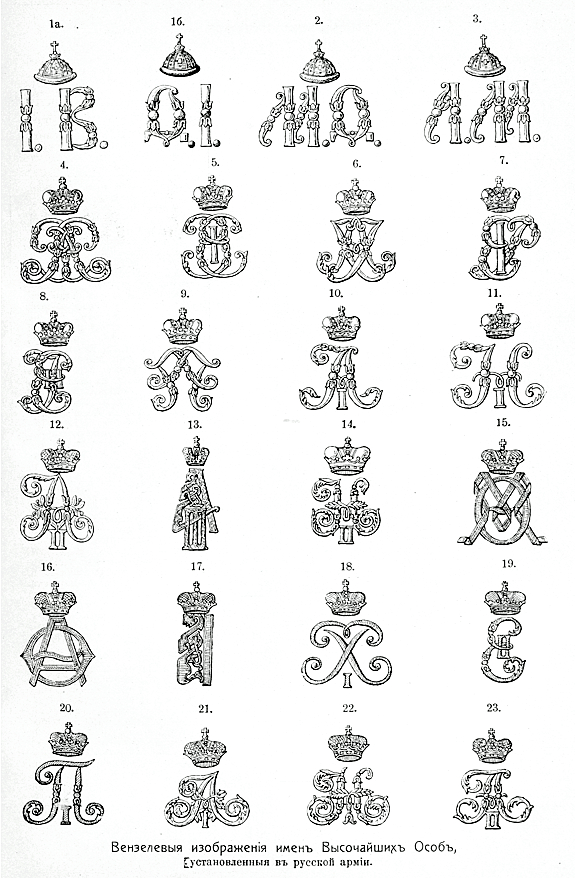
«Вензелевые изображения». Рисунок из статьи в «Военной энциклопедии Сытина»

Моногра́мма (от греч. μόνος — «один» и γραμμα — «буква»), также вензелевое изображение — знак, составленный из соединённых между собой, поставленных рядом или переплетённых одна с другой начальных букв имени и фамилии или же из сокращения целого имени.
Кроме того, «монограммой» называется начертание вообще всякого имени в сокращённом виде, и сюда относятся вензеля и марки (знаки, резки, клейма), которыми в Средние века, начиная с VII столетия, папы, короли и важные особы скрепляли свои грамоты и которые приказывали вырезать на своих печатях, а также сокращённые надписи, исстари помещавшиеся на иконах и некоторых предметах церковной утвари. Художественно переплетённую с дополнением витиеватостей и образующую красивый узор монограмму называют «вензелем» (от пол. węzeł — узел). Соединение в одно изображение начальных букв имени (реже — отчества) и фамилии какого-либо лица, или вензель, производится в большинстве случаев помощью вязи между буквами, для чего последние обыкновенно употребляются прописными. Если буквы принадлежат одному лицу, то это простой вензель, если нескольким — то сложный. Соединение может быть украшено короной, венком и тому подобным. Монограммы государей часто состоят из начальных букв имени и титула, к чему иногда присоединяется и цифра, означающая, которому из государей одного имени монограмма принадлежит. Если такая монограмма состоит из одной только начальной буквы имени (хотя бы и с цифрой), то получает название вензелевого изображения имени государя. Вензелевое изображение помещается на знамёнах или на различных предметах обмундирования и снаряжения, главным образом на погонах, эполетах, кокардах, лядунках, ташках и вальтрапах.

## История
Монограммы встречаются на римских монетах с 355 года до нашей эры. Самые ранние известные монограммы на греческих монетах часто состоят из первых двух букв названия города. Например, монограмма на монетах античного города Ахайя состоит из букв альфа (Α) и хи (Χ), соединённых вместе. Монограммы в первые века нашей эры использовались на медалях Деция и других императоров.

## Монограмма в искусстве
Чаще всего подобные знаки встречаются на произведениях искусства. Многие художники, преимущественно живописцы и гравёры, выставляют их на своих работах вместо подписи. Иногда для такого обозначения принадлежности работы именно ему художник помечает её где-либо не на особенно видном месте, какой-либо, всегда одной и той же фигурой, например, изображением крылатой змейки (Лукас Кранах Старший), цветка гвоздики (Бенвенуто Тизи Гарофало), очков (П. Бриль), насекомого ихневмона (Чима да Конельяно), совы (Херри мет де Блес), «расплавленных» часов (Сальвадор Дали) и тому подобное.

## Использование монограмм

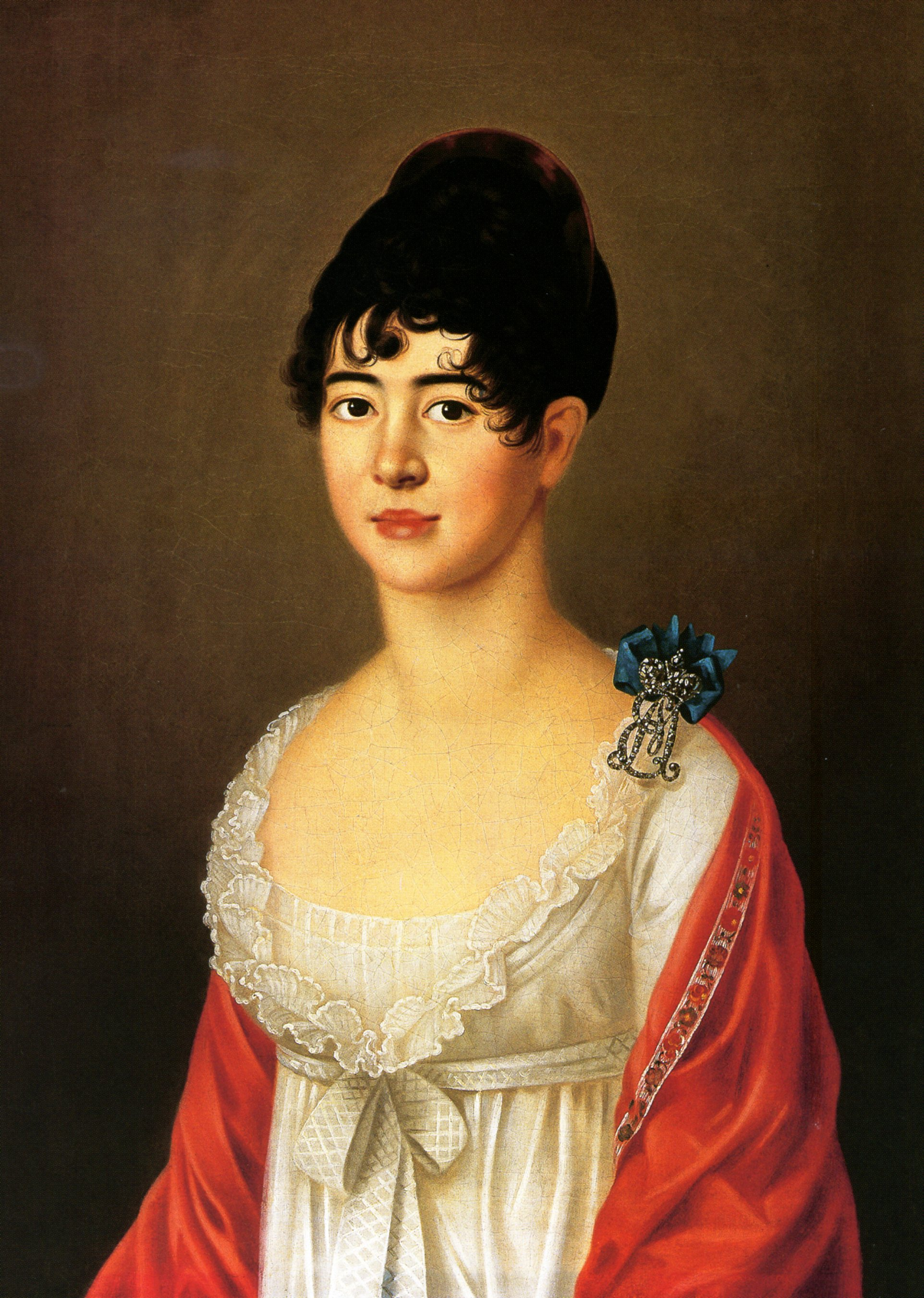
Е. А. Уварова c фрейлинским шифром

Однако монограммой, кроме того, называется начертание вообще всякого имени в сокращённом виде. Сюда же относятся вензеля и марки, которыми в Средние века, начиная с VII века, папы, короли и важные особы скрепляли свои грамоты и которые приказывали вырезать на своих печатях, помещались на монетах, а также сокращённые надписи, исстари помещавшиеся на иконах и некоторых предметах церковной утвари. С XVI века используются для торговых, фабричных и издательских марок. Иногда монограммы применялись для шифровки знаков различия в военной и придворной форме.
Большое распространение монограммы получили в частном быту как метка владельца на экслибрисах, ювелирных изделиях, белье, посуде и другом.
Есть и другое название монограммы — вензель — начальные буквы имени и фамилии (иногда — и отчества), обычно художественно переплетённые и образующие красивый узор. Иногда вензель именуют «шифром».
Фактически вензель — это усложнённая монограмма с более замысловатым переплетением инициалов и добавлением к ним различных украшений, узоров и витиеватостей. Если буквы принадлежат одному лицу, то вензель считается простым, если нескольким — то сложным.

## Примеры
Ниже представлены некоторые примеры монограмм:
- Монограмма Иисуса Христа;
- Монограмма «Царь»;
- и другие.

## Галерея

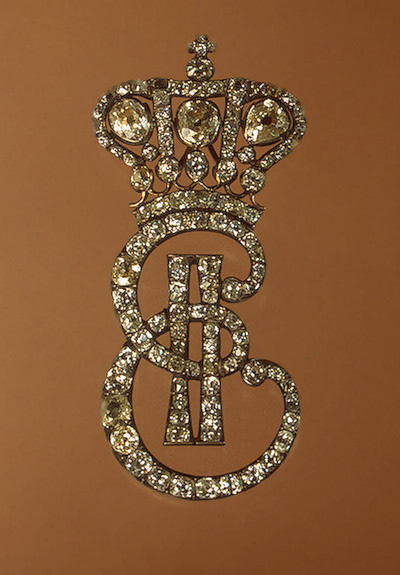
Бриллиантовая заколка в виде монограммы Екатерины II
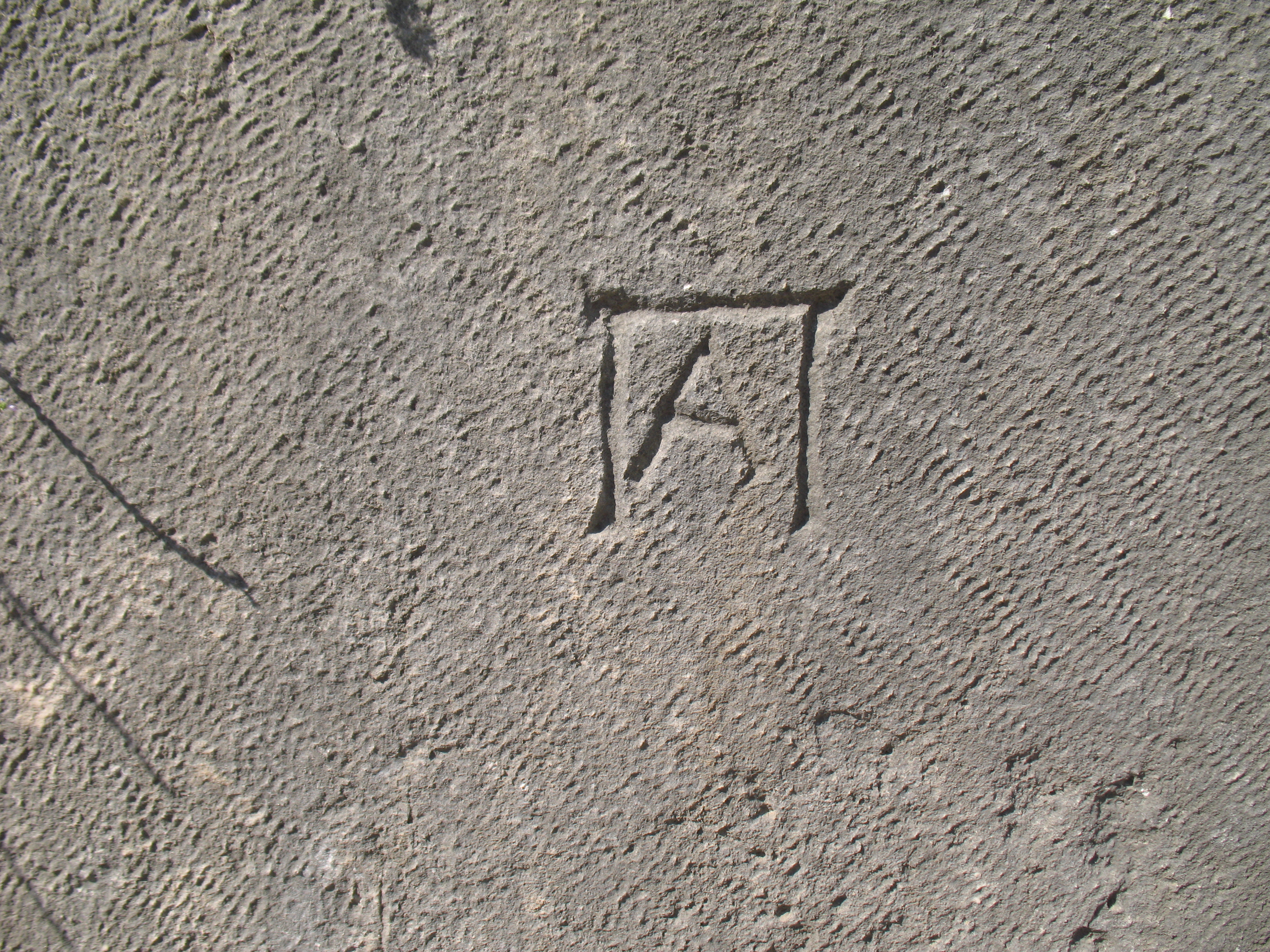
Монограмма на камне в античном театре. Мира. Ликия
Монограмма, трезубец на монете Владимира Святославича
Монограмма Альбрехта Дюрера
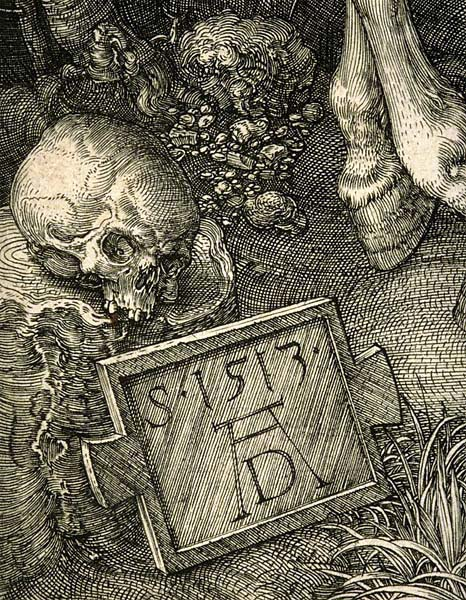
Монограмма на гравюре А. Дюрера — Рыцарь, смерть и дьявол
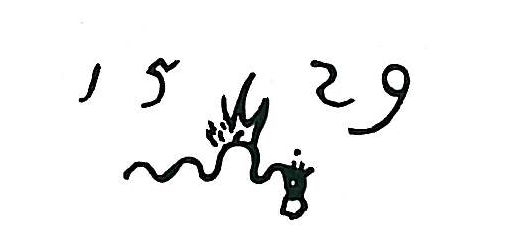
Монограмма — подпись Лукаса Кранаха Старшего
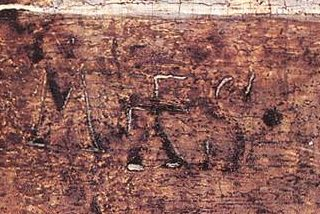
Монограмма Мастера M. S. на панелях алтарного полиптиха из церкви Пресвятой Девы Марии в Банска Штьявница
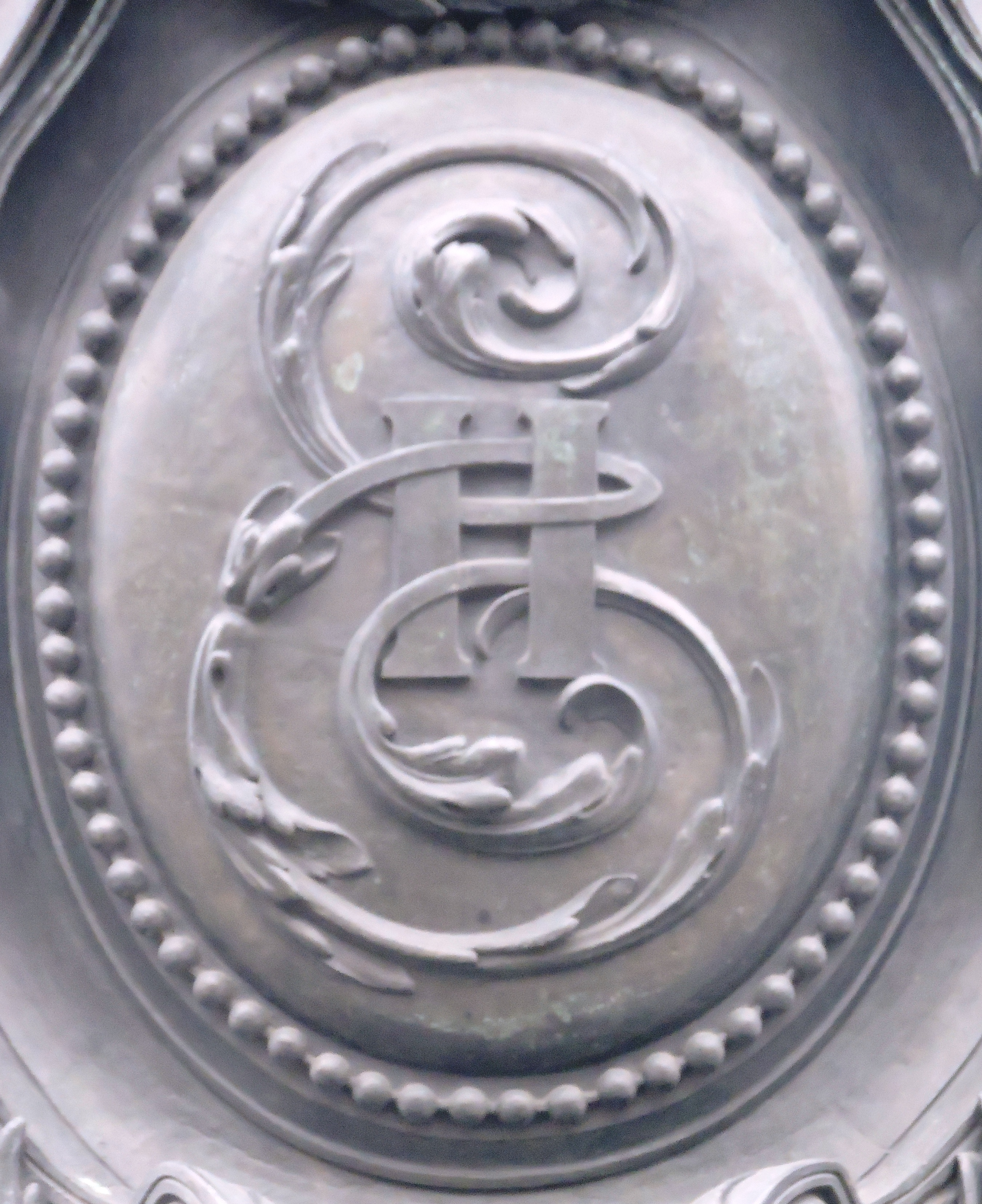
Монограмма Екатерины II на её памятнике в Петербурге
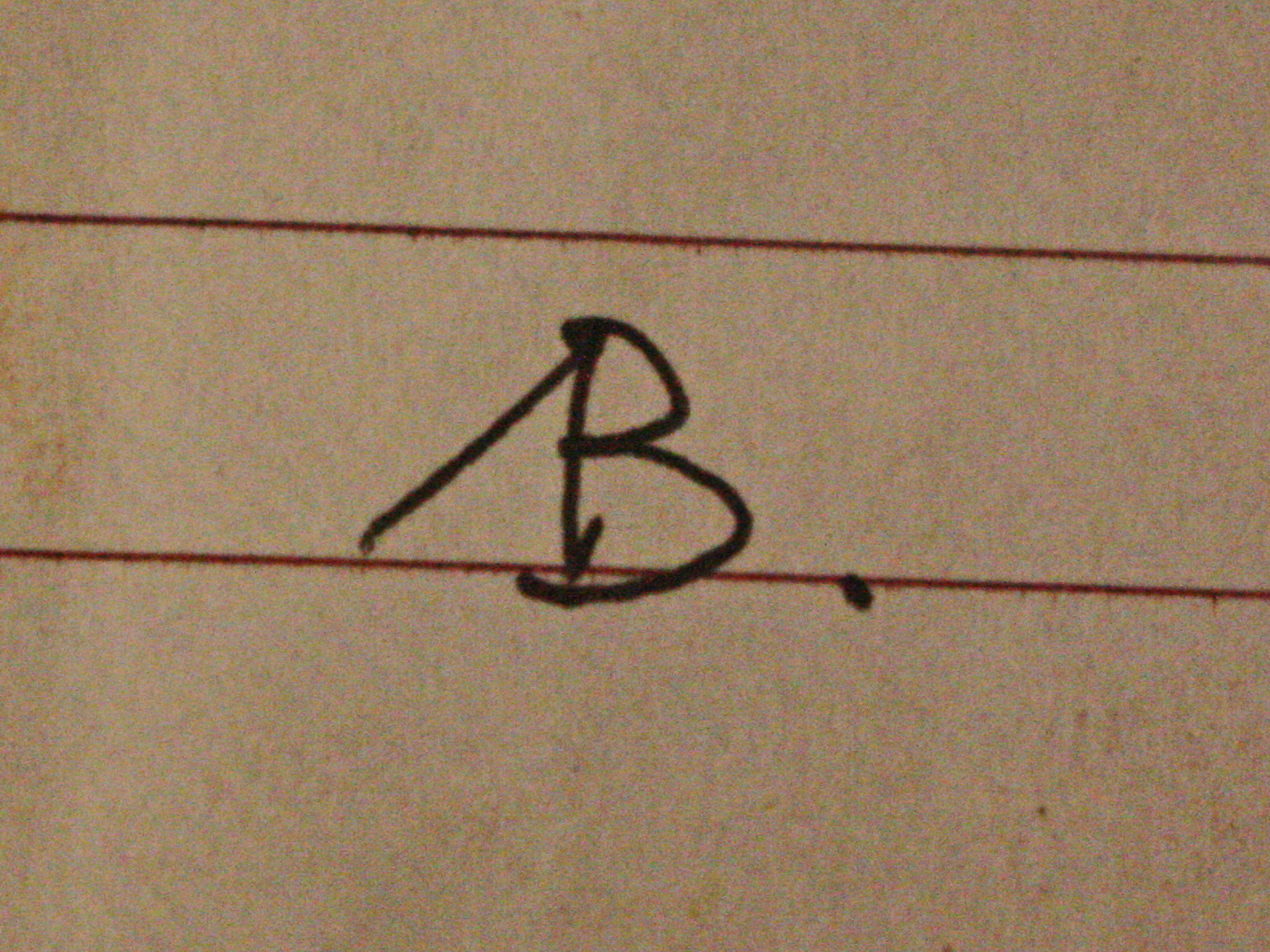
Монограмма драматурга Вадима Леванова